# Soo Bahk Do
Soo Bahk Do es el nombre de un arte marcial de origen coreano metodizado y dado a conocer por el gran maestro Hwang Kee, cuyo lanzamiento oficial se realizó en el año 1945. Si bien sus orígenes reales se remontan a varios siglos en el tiempo, Kwan Jang Nim Hwang lo estructuró y le dio ese nombre luego de muchos años de preparación.
Se puede reconocer la gran influencia que ha recibido del kung fu de China y del "Te" de Okinawa, compartiendo también mucha de su filosofía. En su composición final el arte recopilo las enseñanzas del libro de artes marciales coreanas más antiguo que se conoce, el Moo Yei Do Bo Tong Ji. Este libro fue estudiado desde 1957 durante años por Hwang Kee, donde descubrió el Soo Bahk (término utilizado por primera vez hace 2200-2700 años en China) y finalmente traducido para su posterior difusión entre los practicantes de Soo Bahk Do.
Del Moo Yei Do Bo Tong Ji se extrajo principalmente la teoría de la utilización de la cadera como potenciadora del poder de las técnicas (sean golpes o defensas), la cual se convirtió a partir de 1957 en una característica del Soo Bahk Do.
A 2018, la máxima autoridad del estilo es Hwang Hyun-chul 9º Dan, hijo del Gran Maestro Hwang Kee.

## Etimología
Es importante destacar que "Soo Bahk Do" es el arte, la técnica, y "Moo Duk Kwan" es la organización. Soo Bahk Do Moo Duk Kwan significa literalmente, palabra por palabra "método del golpe de puño a través de la escuela de la virtud marcial".
Soo:(수) mano.
Bahk: (박) golpe.
Do: (도) método o camino.
Moo: aspecto marcial, militar.
Duk: virtud.
Kwan: escuela.

### Significado filosófico
El significado intrínseco de esta arte marcial es el siguiente:
"Es la fuente de conocimientos que nos permite adquirir la virtud de armonizarnos con todo lo creado y su energía para poder detener y evitar los conflictos internos y externos con el objetivo final de ayudar a conseguir la paz sobre la Tierra. El método por el cual se consigue esto, es la vía o camino por el cual se dota de maestría o habilidad al hombre en cuanto a su calidad de ser humano"
Soo: el hombre en cuanto a ser humano.
Bahk: la maestría o perfeccionamiento.
Do: el método, vía o camino.
Moo: su representación es una mano deteniendo una espada (significa detener el conflicto).
Duk: es la virtud que nos permitirá mantenernos en armonía con el universo.
Kwan: es la fuente de conocimientos.

## Historia: origen de la World Moo Duk Kwan y su fundador
La escuela Moo Duk Kwan fue fundada el 9 de noviembre de 1945 por el Maestro Hwang Kee. Hwang Kee comenzó el estudio de las Artes Marciales en 1921, cuando tenía 7 años. Durante las fiestas de "Dan O", Hwang Kee se encontraba en un pueblo próximo donde se celebraban torneos de Tiro con Arco y Lucha Libre entre otros. Mientras estaba allí un grupo de siete u ocho jóvenes dicutieron con otro hombre de más edad y posteriormente llegaron a las manos. El hombre empezó a esquivar los golpes y a contraatacar usando sus manos y pies con una gran agilidad. Este suceso impresionó tanto al Maestro Hwang Kee, que decidió aprender Artes Marciales. Años después, el Maestro Hwang Kee había estudiado todo lo que estaba a su alcance al respecto de las Artes Marciales, y así, a la edad de 22 años, fue reconocido como Maestro en Artes Marciales. En mayo de 1935, el Maestro Hwang Kee comenzó a trabajar para la Compañía Ferroviaria de Corea, lo que le permitió viajar mucho, y así, en 1936 conoció al Maestro Chino de Kung Fu llamado Yang Kuk Jin, quien lo entrenó en esos Artes hasta el año de 1946, cuando China se convirtió en un país comunista. Esta Técnica constaba de cuatro aspectos principales que eran: Seh Bop (Posturas), Bo Bop (Poses), Ryun Bop (Acondicionamiento Físico) y Hyung (Formas).
El 9 de noviembre que 1945 Gran Maestro Hwang Kee fundó la escuela Moo Duk Kwan para difundir los conocimientos adquiridos y una filosofía de vida acorde. En septiembre de 1953 Hwang Kee creó la Korean Tang Soo Do Association, y la Mu Duk Kwan fue la primera asociada a esta. En diciembre de ese mismo año la Korean Tang Soo Do Association fracasa ante el intento de unión con la Asociación Atlética Coreana y de integración con otras artes marciales.
En 1955 Mu Duk Kwan inauguró su Sede Central en Seúl, cercano a la estación de Yong Gu Dong Ya Dong. Ese mismo año se abrieron nueve escuelas más tanto en Seúl como en los alrededores. Se incrementó la amistad con China por medio de la Asociación Internacional China-Corea de Tang-Su por el creada, celebrando ese mismo año un encuentro China - Corea de este
En junio de 1960 se funda la Korean Soo Bahk Do Association, dado el nombre por el tradicional arte marcial coreano SU BAHK KI, fue creado por Hwang Kee para reemplazar al Korean Tang Soo Do Association. El Tang Soo Do Association desapareció y Mu Duk Kwan subsiguientemente se hizo miembro de la Korean Soo Bahk Do Association para poder subsistir con la recién creada Asociación Coreana de Taekwondo (Korean Taekwondo Association, K.T.A.)
En 1961 Hwang Kee se encontraba tan firmemente ligado a la tradición y sus convicciones que cuando el gobierno coreano trató de unir y regular a todos los estilos coreanos de artes marciales bajo el símbolo de una sola Asociación (Taekwondo), Hwang Kee luchó durante cuatro años contra ello, a pesar de tener enfrente al gobierno coreano, al sistema judicial, al ejército, la prensa y las demás escuelas encuadradas ya en la Korean Taekwondo Association. Salió vencedor de esta contienda pero ello le costaría una importante secesión dentro de la organización Mu Duk Kwan, pues un importante sector de la misma que aunque no veían con buenos ojos ciertas normas impuestas si comprendían ciertas ventajas en esa unificación, a pesar de todos los problemas internos en Mu Duk Kwan, Hwang Kee, leal a sus principios seguía negándose a esa unificación, aunque no negó nunca la posibilidad a los que así lo desearan que se uniesen a la Korean Taekwondo Association.
Hoy ya dentro del III Milenio, y hasta el momento de su fallecimiento el 14 de julio de 2002, su pensamiento continuó siendo el mismo que en los comienzos de todo.

## Filosofía
Soo Bahk Do, es una filosofía no solamente teórica, es algo más profundo que empieza por la práctica y termina en la teoría, entonces se dice que SBD tiene una filosofía de acción.
La filosofía de Soo Bahk Do, está basada en varios principios, uno de los más importantes es el "MOO DO" que significa camino marcial, no solamente saber defenderse y mantener su cuerpo activo y en buena condición física y espiritual sino también el respeto a la vida de todo lo que nos rodea.
Un ejemplo muy claro de la filosofía en acción es el uso de cinta color Azul Marino en los miembros DAN (Nivel de Experto), la cinta Negra en las artes marciales es algo muy popular entre la gente, pero como en varias culturas del mundo e inclusive en la nuestra, existen colores que representan cosas o nos quieren decir algo de una forma. La filosofía de Soo Bahk Do es respetar esos colores. El color Negro es un color que marca un Fin, Término, Muerte o Luto, cuando un alumno alcanza el grado de DAN aún le falta mucho por aprender y usar la cinta Azul Marino es renunciar a la popularidad de la cinta Negra, mostrando así Humildad y Respeto ante los demás.
El color Azul Marino significa una buena cosecha, una gran dicha,
y la vida, que es lo más importante que tenemos a nuestro alrededor.
El Color Blanco significa pureza y también representa al Invierno.
El Color Verde significa florecimiento y es primavera.
El Color Rojo significa maduración y representa el verano.
El Color Azul significa sabiduría y representa el otoño.
La filosofía de Soo Bahk Do representa un ciclo que empieza y termina, nuestra meta debe ser empezar bien y terminar mejor.
Gran parte de la filosofía se encuentra en la Canción de Sip Sam Seh,
que es un escrito de hace mucho tiempo en el que se detalla de una forma muy especial lo que debemos hacer en nuestro entrenamiento y en nuestra vida normal.

### Conceptos clave
Existen ocho conceptos claves para la práctica de este arte marcial, y cada uno es importante saberlo pues posibilita que se pueda aprender correctamente el mismo, lo que redunda en un crecimiento personal y en una mejora en la práctica de dicha arte.
| Pronunciación      | Grafía (Hangul) | Significado             |
| ------------------ | --------------- | ----------------------- |
| Yong Gi            | 용기            | Coraje                  |
| Chung Shin Tong Il | 정신통일        | Concentración           |
| In Neh             | 인애            | Resistencia             |
| Chung Jik          | 정직            | Honestidad              |
| Gyeom Son          | 겸손            | Humildad                |
| Him Cho Chung      | 힘조정          | Control del poder       |
| Shin Chook         | 신적            | Contracción y expansión |
| Wan Gup            | 완겁            | Control de la velocidad |

### Artículos de fe
Estos diez principios de fe deben contribuir al desarrollo ético y moral del practicante de Soo Bahk Do Moo Duk Kwan para que puedan desenvolverse en sus vidas en buena forma.
- Ser leal a su país: Sacrifíquese para cumplir con sus deberes hacia su patria y hacia su gente. Esto está basado en el espíritu del Hwa Rang (elite de guerreros coreanos).
- Ser obediente con sus padres y mayores: Los hijos deberán ser respetuosos de sus padres y los padres deberán ser caritativos con sus hijos.
- Ser amorosos entre marido y mujer: La felicidad del hombre procede del cuerpo de la madre, como de la armonía y el afecto entre los sexos.
- Ser cooperativos entre hermanos: Mantenerse juntos con cooperación y concordia.
- Ser respetuoso hacia los mayores: Proteger los derechos del débil con cortesía y modestia.
- Ser fiel a su maestro: Aprenda la verdad a través de la práctica del deber, la lealtad y el afecto.
- Ser fiel a sus amigos: Honrar la amistad y ser pacífico y feliz con armonía y fe hacia toda la humanidad.
- Enfrentar el combate solo con justicia y con honor (Ser discreto en la muerte): Ser capaz de distinguir entre lo bueno y lo malo con equidad, justicia y rectitud.
- Nunca retroceder en batalla: Sacrifíquese por la justicia con capacidad y con valentía.
- Siempre terminar lo que se empieza: Ponerse en acción con seguridad y con esperanza.

## 5 conceptos Moo Do
En el arte marcial del Soo Bahk Do, los cinco valores Moo Do; Historia, Tradición, Filosofía, Disciplina/Respeto y Técnica son la
columna vertebral de los practicantes de Moo Do. Estos valores coexisten interdependientemente con cada uno de los elementos fortaleciendo el
significado de los otros cuatro.
Cuando el practicante sigue los cinco valores Mu Do en su entrenamiento diario, no solamente se
fortalece como practicantes sino como individuo provee de influencia positiva dentro de la sociedad.

## Vestimenta
Para la práctica en el dojang se utiliza un dobok, vestimenta similar al gi japonés usado en karate, que contiene el escudo de la escuela a la izquierda en el pecho. Es de color blanco, simbolizando la pureza.
En Soo Bahk Do se presta especial atención a la etiqueta, por lo que siempre el dobok debe estar presentable.
A partir del cinturón verde (6º kup) la solapa es del mismo color que el cinturón. Es decir, a partir del 3º kup es rojo, hasta el 1º kup, y en los danes el cinto y la solapa son azul marino, no negro como en otras artes marciales. Esto es así ya que Hwang Kee sostenía que un practicante nunca alcanza la perfección, el completo conocimiento de un estilo; y por consiguiente su cinturón nunca podría ser enteramente negro.
A partir del 4º dan el cinto tiene a lo largo una franja al medio de color rojo.

## Graduaciones
Hay 10 kups o gups (cintos o cinturón de colores):
- 10º gup: blanco.      El blanco representa la pureza de la nieve invernal, donde todo esta por escribir.
- 9º gup: blanco con una raya azul/negra.
- 8º gup: naranja      El naranja es un refuerzo pedagógico sin significado simbólico
- 7º gup: naranja con una raya azul/negra.
- 6º gup: verde      El verde representa la primavera y el florecimiento del practicante.
- 5º gup: verde con una raya azul/negra.
- 4º gup: verde con dos rayas azules/negras.
- 3º gup: rojo      El rojo representa la fuerza y se asocia con el fragor del verano.
- 2º gup: rojo con una raya azul/negra.
- 1º gup: rojo con dos rayas azules/negras.

Luego de los gups, siguen los danes:
- 1º dan: azul marino una raya blanca.          El azul representa la sabiduría, madurez y paz, se asocia con el otoño
- 2º dan: azul marino dos rayas.
- 3º dan: azul marino tres rayas.
- 4º dan a 9º dan: azul marino con una franja roja central a lo largo del cinto.              (Simboliza la fuerza aplicada con sabiduría).

De primer a tercer dan los practicantes/instructores son tratados como Kyo Sa (Nim) (instructor), a partir de cuarto dan, se les trata de Sa Bom (Nim) (modelo/ejemplo), el 'Nim' es una partícula de respeto que aplican los que tienen un rango menor a la persona referida. A un estudiante avanzado que no sea instructor se le trata de Sam Be (Nim). 
El significado de los colores de los cintos es el mismo que el de los colores del escudo.
El cinturón anaranjado fue agregado por Hwang Kee en el año 1975 para que los practicantes de Soo Bahk Do llegaran a ser danes con más conocimientos.

## Bandera
El escudo del estilo está formado por la figura de un puño derecho dorado (en ocasiones anaranjado) visto de frente, rodeado de 14 hojas de laureles a cada lado, cada fila con seis bayas rojas.
Bajo el puño se encuentra un pergamino o cinta en color azul marino con los kanjis Su - Mu - Bahk. 
Puño: marcialidad (honor, justicia, fortaleza).
Hojas: 14 de cada lado representan las 14 provincias de Corea y también la paz, la simetría representa la armonía.
6 Bayas rojas: los cinco continentes donde se practica actualmente el Su Bahk Do - Mu Duk Kwan, (y la Luna o la voluntad de hacerlo llegar a todas partes).
Pergamino: alude al conocimiento.
Caracteres: Soo: mano; Mu: marcialidad; Bahk: golpe. El 'Mu' se interpone en medio del golpe de mano, 'Soo Bahk' para recordarnos que no sólo hay que aprender a luchar, sino a decidir cuando hacerlo
Los colores del escudo:
Blanco: invierno (pureza, la nieve en la que no hay nada escrito)
Anaranjado: es la transición entre el invierno y la primavera.
Verde: primavera (crecimiento)
Rojo: verano (fuego, fuerza, energía, cabeza activa)
Azul: otoño (madurez, cosecha, agua como símbolo de sabiduría)

## Terminología
En esta arte marcial la denominación de técnicas, posiciones, formas, etc. se realiza en coreano.
Los siguientes términos están escritos en su pronunciación aproximada.

### Posiciones
- JASEH: posición.
- CHUN BI JASEH: posición de listo, en pie con los puños preparados delante de la cintura.
- BARO JASEH: posición de regresar, es la misma postura que chun bi pero se llama así cuando es para terminar.
- CHUN GUL JASEH: posición larga, peso hacia delante.
- JU GUL JASEH: posición de tigre (o gato en Karate japonés), peso hacia atrás.
- KI MA JASEH: posición de jinete, peso centrado.
- SA KO RIP JASEH: posición de jinete a 45°. (sustituye a Ki Ma y es más sana para las rodillas)
- CHUNG GAN JASEH: posición intermedia.
- KYO CHA RIP JASEH: posición con pies cruzados.

### Técnicas de mano (Su Ki)

#### Golpes
- KONG KYOK: ataque o golpe.
- SANG DAN KONG KYOK: golpe alto (base de la nariz).
- CHUNG DAN KONG KYOK: golpe medio (al plexo solar).
- WENG YIN KONG KYOK: golpe de costado (generalmente en KI MA CHASE).
- CAP KWON: golpe con los nudillos mayora (golpe de revés).
- SU DO KONG KYOK: golpe con el canto de la mano.
- KWAN SU KONG KYOK: golpe con la punta de los dedos.
- CHANG KWON: golpe con la palama de la mano.
- KWON DO: mazazo descendente.
- PAL KUP KONG KYOK: golpe con el codo.
- PAL MOK: golpe con la parte interna de la muñeca.

#### Defensas
- MAKI: defensa.
- JA DAN MAKI: defensa baja.
- SANG DAN MAKI: defensa alta.
- ANESO PAKURO MAKI: defensa de adentro hacia afuera.
- PAKESO ANURO MAKI: defensa de afuera hacia adentro.
- SU DO MAKI: defensa con el canto de la mano.
- SANG SU MAKI: defensa con refuerzo (defensa doble).

### Técnicas de pie (Yok Ki)
- CHA GUI: patada.
- AP CHA GUI: patada de frente (genérica).
- AP CHA NUT GUI: patada de frente (golpeando con el metatarso).
- FU RYO CHA GUI: patada de frente con el canto del pie.
- YOP CHA GUI: patada recta de costado.
- AP PODO OL LI GUI: estiramiento frontal (ejercicio).
- YOP PODO OL LI GUI: estiramiento lateral (ejercicio).
- DOLLIOP CHA GUI: patada circular.
- YOP JU RI GUI: patada de gancho.
- TWI CHA GUI: patada de giro.
- PIT CHA GUI: patada circular invertida.
- ANESO PAKURO CHA GUI: patada descendente de adentro hacia afuera.
- PAKESO ANURO CHA GUI: patada descendente de afuera hacia adentro.
- PUT CHIT CHA GUI: patada descendente frontal.
- SANG BAL CHA GUI: dos patadas a la vez.
- MOO RUP CHA GUI: patada con la rodilla (rodillazo).
- I DAN: saltando.

### Otras técnicas
- MI RYO KONG KYUK: cabezazo.

## Formas
En coreano hyongs, las formas son secuencias de movimientos (ataques, bloqueos y ejercicios de respiración en las más avanzadas) que imitan una pelea real contra varios oponentes.

### Hyongs de Kups
- Ki Cho (Son 3 formas: Il Bu; I Bu y Sam Bu)

Autor desconocido, los Kicho fueron sistematizados por el Gran Maestro Hwang Kee.
Kicho significa "básico", sin embargo esta forma también puede definirse como "viento o aliento divino"; esta en verdad, es una idea de origen bíblico que representa la forma inicial en que todo fue creado por la divinidad mediante un “soplo” y son estas formas las primeras en llegar al conocimiento del estudiante de Soo Bahk Do.
- Pyong Ahn (son 5 formas)

Creador: Maestro Itosu. Significa "calma y seguridad", la calma hace referencia al equilibrio interno de la persona y está representada por una balanza en los caracteres. La seguridad se refiere al hogar como lugar seguro (la casa y la mujer-madre en los kanjis).
- Chil Song (son 7 formas)

Creador: Gran Maestro Hwang Kee. Significa "siete estrellas" y está referida a la séptima estrella de la constelación Big Dipper (Gran Pipa), que es la estrella del Norte, la cual guiaba a pastores y viajantes cuando en la antigüedad estaban perdidos, utilizando la estrella del Norte para encontrar su camino. La motivación de las formas Chil Song es la de guiar en el sendero al practicante de Mu Do, favoreciendo su desarrollo como artista marcial.
- Passai

Creador desconocido. Significa "la selección de las mejores técnicas en velocidad", asimismo el nombre de esta forma también es reconocido como "rodear el muro defensivo del oponente".
- Yuk Ro (son 6 formas)

Creador: Gran Maestro Hwang Kee. Significa "sexto", "el número 6" o "los 6 elementos”. Estas formas provienen del Libro de las Artes de Guerra Coreanas, el Mu Yei Do Bo Tongi.
- Yuk Ro Cho Dan (Du Mun Hyong)

Significa "puerta grande" y simboliza un enorme ingreso al conocimiento marcial a través de estas formas.
- Naihanchi (son 3 formas)

Se presume que el creador fue Jang Song Kye (fundador del Kang Yu Ryu). El nombre original de estas formas es Neh Bo Jin que significa "avanzar dando pasos hacia dentro" y la usanza desacertada de su pronunciación determinó que en la actualidad sean llamadas Naihanchi.

### Hyongs de Danes
- Jindo

Creador desconocido. Significa "avanzar y retroceder" y su nombre hace referencia a Pal Weh (8 direcciones), también existe la idea de que en la antigüedad este nombre denominaba filosóficamente una lucha a muerte sin testigos en lo profundo del bosque.
- Yuk Ro I dan (Jung Jol Hyong)

Significa "corte al medio" y la interpretación de su significado es cortar al medio la energía del oponente.
- Lo Hai Hyong

Creador desconocido. Significa "el ave en una pata" o "la garra en la piedra" y se referencia a una cigüeña en esta forma que se caracteriza por la gracia y la elegancia. 
- Yuk Ro Sam Dan (Po Wol Hyong)

Significa "abrazando la luna".
- Sip Su Hyong

Creador desconocido. Significa "diez manos". La demostración técnica de esta forma es lenta, poderosa y pesada.
- Kong Sang Kun Hyong

Es llamada así en honor a un misionario chino del mismo nombre, quien introdujo esta forma.
- Yuk Ro Sa Dam

- Yang Pyon Hyong

Significa "tomar y tirar"
- Wang Shu Hyong

Creador: Wang Shu. Significa "pequeño pájaro salvaje". Su técnica es activa, liviana y rápida.
- Sei Shan Hyong

Se presume que el creador fue Jang Sam Bong (fundador del Tae Kuk Kwon) El nombre de la forma está relacionado con las trece influencias básicas, que a su vez están basadas en principios del Tae Kuk Kwon.
- Yuk Ro O Dan

- Sail Chu Hyong

Significa "el martillo oscilante".

## Defensa personal
La defensa personal (ho sin sul) establecida en el estilo contempla agarres a las muñecas por parte del atacante de diferentes formas, y contra-técnicas por parte del defensor. Hay en el programa de estudio 27 secuencias predeterminadas de defensa personal.

## Nota
1. ↑  Nombre del estilo de Karate original de Hwang Kee antes de cambiarlo a Soo Bahk Do a finales de los 50 o principios de los 60.